# Las cosas en su sitio
Las cosas en su sitio es el nombre del primer CD del grupo Desorden lanzado en 2006 y grabado en el estudio Asociación Cultural Llar de Sores en enero de 2006.

## Canciones
| N.º | Título                | Duración |  |
| 1.  | «4 eskinitas»         |          |  |
| 2.  | «Soledad»             |          |  |
| 3.  | «Si algo sale mal»    |          |  |
| 4.  | «Salim»               |          |  |
| 5.  | «Fuego»               |          |  |
| 6.  | «Engañados»           |          |  |
| 7.  | «Sobran las palabras» |          |  |
| 8.  | «Con motivos»         |          |  |
| 9.  | «Despierta»           |          |  |
| 10. | «Dejar todo atrás»    |          |  |
| 11. | «Ya no existe»        |          |  |
| 12. | «Desorden»            |          |  |
| 13. | «Las formas»          |          |  |

## Curiosidades
- La mezcla del disco fue llevada a cabo por Rafa Coronas y Carlos San Miguel en Valencia.

- Datos: Q5971002